# Hasemania
 Hasemania  ist eine Gattung tropischer Süßwasserfische aus der Salmlerfamilie Acestrorhamphidae. Die Gattung wurde nach J. D. Haseman benannt, einem Schüler des deutsch-US-amerikanischen Ichthyologen Carl H. Eigenmann. Zur Gattung gehört der Kupfersalmler (Hasemania nana), ein beliebter Süßwasserzierfisch. Hasemania-Arten kommen im östlichen Südamerika vom Rio São Francisco bis zum Río Paraná vor.

## Merkmale
Hasemania-Arten werden 2,7 bis 6,7 Zentimeter lang. Ihr Körper ist mäßig langgestreckt, die Rückenflosse ist kurz, die Afterflosse lang. Eine Fettflosse ist nicht vorhanden. Die Schwanzflosse ist zweilappig. Im Unterschied zu der nah verwandten Gattung Hemigrammus ist bei Hasemania die Basis der Schwanzflosse unbeschuppt.

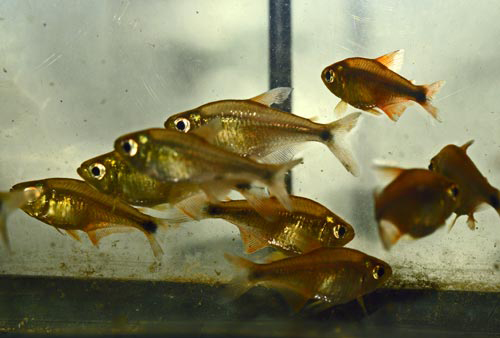
Hasemania hanseni

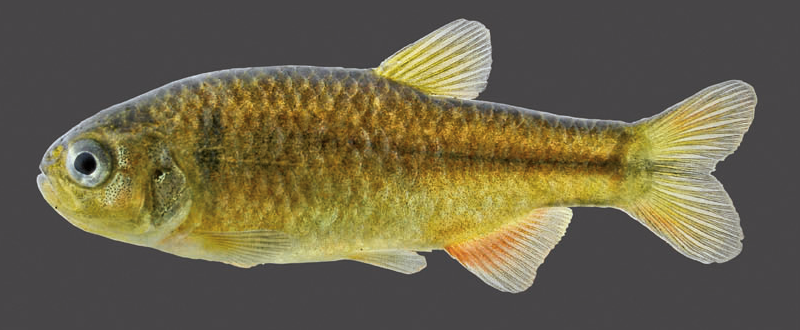
Hasemania piatan

## Äußere Systematik
Hasemania gehört zur Salmlerfamilie Acestrorhamphidae und wird dort in die Unterfamilie Stichonodontinae gestellt, zu der einzelne Arten aus den nicht monophyletischen Gattungen Hemigrammus, Hyphessobrycon und Moenkhausia, sowie die Gattungen Nematocharax und Stichonodon gehören.

## Arten
- Hasemania diastata (Dagosta u. a., 2014)
- Hasemania hanseni (Fowler, 1949)
- Hasemania maxillaris Ellis, 1911
- Hasemania melanura Ellis, 1911, Typusart
- Hasemania nambiquara Bertaquo & Malabarba, 2007
- Kupfersalmler (Hasemania nana) (Lütken, 1875)
- Hasemania negodagua (Lima & Gerhard, 2001)
- Hasemania piatan Zanata & Serra, 2010